# ایلید

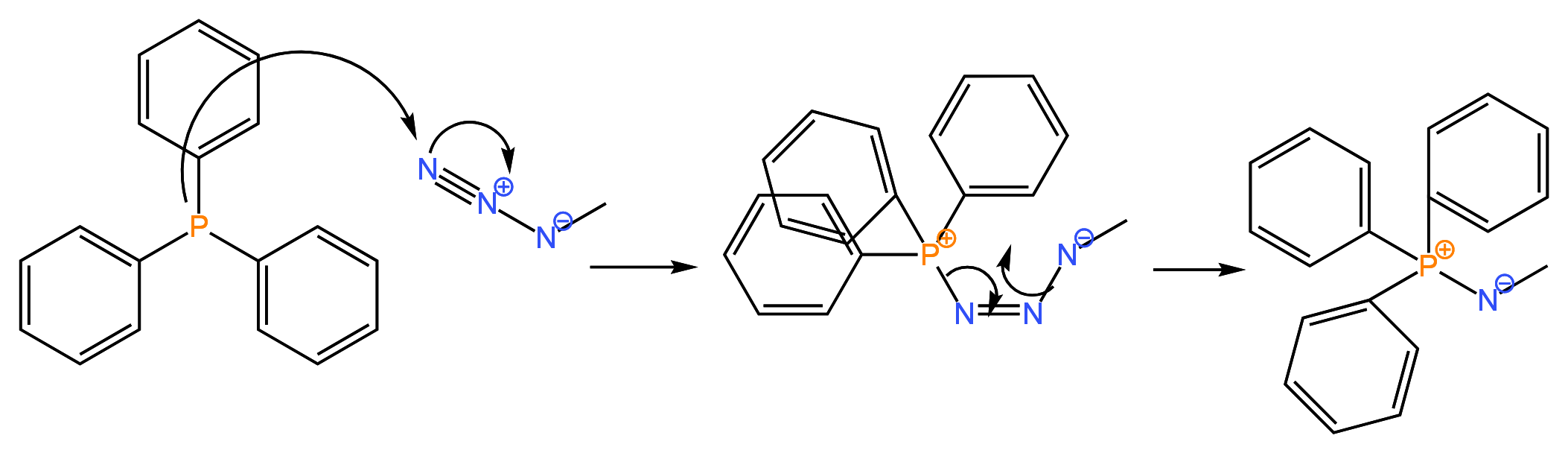
مولکول ایلید

ایلید (به انگلیسی: Ylide) (‎/ˈɪlɪd/‎) مولکولی دوقطبی و خنثی حاوی اتم با بار قراردادی منفی (معمولاً یک کربانیون) است که به‌طور مستقیم به یک هترواتم با بارقراردادی مثبت (معمولاً نیتروژن، فسفر یا گوگرد) متصل شده‌است. هر دو گروه از اتم‌ها در این ساختار از قاعده هشت الکترون تبعیت می‌کنند. نتیجه کلی ساختاری است که در آن دو گروه اتم مجاور هم بوسیله پیوند کووالانسی و هم پیوند یونی به هم متصل شده‌اند و به‌طور معمول به صورت X+–Y− نوشته می‌شود. به این ترتیب ایلیدها یک ترکیب قطبی-۲،۱ و یک زیرگروه از یون دوقطبیها هستند. این ترکیبات در شیمی آلی به عنوان واکنشگر یا واسطه‌های واکنش‌پذیر (مثلاً در واکنش ویتیگ) ظاهر می‌شوند.